# 拟长尾冬青
拟长尾冬青（学名：Ilex sublongecaudata）是冬青科冬青属的植物，为中国的特有植物。分布在中国大陆的云南等地，生长于海拔2,600米的地区，常生于山坡林中，目前已由人工引种栽培。